# Pehčevo
Pehčevo (kyrillisch Пехчево; albanisch Peçeva, indefinit Peçevë) ist eine Kleinstadt und eine Gemeinde in Nordmazedonien, nahe der Grenze zu Bulgarien.

## Dörfer
Zu dieser Gemeinde gehören auch die Dörfer Umlena, Ciflik, Robovo, Negrevo, Crnik und Pancharevo.

## Geographie
Die Stadt liegt am Pisafluss, welcher in den Fluss Bregalnica mündet. Pehčevo liegt im Südosten des Landes in der Gegend Malesevo, nahe der Grenze zu Bulgarien und ist die östlichste Gemeinde der Republik Nordmazedonien.

## Geschichte
Während der Herrschaft des Osmanischen Reiches war die Stadt unter dem Namen Osmaniye bekannt.

## Bevölkerung
Die Gemeinde Pehčevo hat nach der Volkszählung von 2002 5517 Einwohner, davon sind 4737 Mazedonier, 357 Türken, 390 Roma, 12 Serben und 21 andere Minderheiten.

## Kultur
Östlich von Pehčevo befinden sich der Berg Bukovik und Kadiica. Der Berg Bukovik ist reich mit Eisenvorkommen und anderen wertvolle Mineralien. Am Berg Bukovik befindet sich eine Eisenmine.
In der Nähe von Pehčevo in ca. 2,5 km Entfernung befindet sich die berühmte archäologische Stätte und das Kloster Sveta Petka. Pehcevo ist berühmt für seinen Käse (Malesevsko sirenje).

## Söhne der Stadt
- Atanas Razdolow – Schriftsteller
- Stojan Kanturow (1884–1959) – Wojwode der BMARK und IMRO, Bürgermeister der Stadt zwischen 1941 und 1944